# Seeschlacht bei Vigo
Carpi – Chiari – Cremona – Kaiserswerth – Luzzara   – Santa Marta – Cádiz – Friedlingen – Vigo – Schmidmühlen – Bonn – Krottensee – Ekeren – Höchstädt – Speyerbach – Schellenberg – Gibraltar – Höchstädt – Vélez-Málaga – Marbella – Cassano – Barcelona – Sendlinger Mordweihnacht – Aidenbach – Calcinato – Ramillies – Turin – Castiglione – Santa Cruz de Tenerife – Almansa – Kap Béveziers – Toulon – Lizard Point – Lille – Oudenaarde – Gent – Malplaquet – Mons – Almenar – Saragossa – Syrakus – Villaviciosa – Rio de Janeiro – Denain – Barcelona
Die Seeschlacht bei Vigo (auch Seeschlacht bei Rande) fand am 12. Oktoberjul. / 23. Oktober 1702greg. im Spanischen Erbfolgekrieg in der Bucht von Vigo (deren innerstes Ende als Bucht von Rande bezeichnet wird) an der galicischen Küste statt.
Eine englisch-niederländische Flotte unter Admiral Sir George Rooke und Philipp van Almonde besiegte eine spanisch-französische Flotte unter dem Kommando von François Louis Rousselet de Châteaurenault und Manuel de Velasco.
Rooke segelte ursprünglich mit dem Auftrag Cádiz zu erobern, musste sich aber nach einer Niederlage am 29. September 1702 zurückziehen. In Lagos, Portugal, erfuhr Rooke, dass die spanische Silberflotte von 1702, eine der reichsten aller Zeiten, am 24. Juni aus Havanna auf Kuba ausgelaufen und wegen seines Angriffes nach Vigo (anstatt wie vorgeschrieben nach Cádiz) umgeleitet und dort am 23. September angekommen war.

## Verlauf der Schlacht
In dem Bemühen, seinen Fehlschlag vor Cádiz wettzumachen, segelte Rooke nach Vigo. Er fand die Schatzgaleonen dort im Schutz einer französisch-spanischen Flotte von 30 Kriegsschiffen vor. Chateau-Renault hatte den innersten Teil der Vigo-Bucht, genannt Bucht von Rande, durch eine Barriere aus Masten und Kanonen an Land, nahe dem Ort Redondela, und auf der Insel San Simón befestigt.
Rooke ließ am 23. Oktober angreifen, wobei Admiral Thomas Hobson an Bord der Torbay die Barriere im Wasser durchbrechen sollte, während Soldaten des Herzogs von Ormonde die Batterien angreifen sollten.
Die Schlacht war ein voller Erfolg für Rooke: Die Landbatterien wurden erstürmt, die Torbay durchbrach die Barriere im Wasser und alle spanischen und französischen Schiffe wurden verbrannt, versenkt oder erobert. Auf spanisch-französischer Seite gab es ca. 2000 Tote, auf englisch-niederländischer ca. 800.
Die Sieger eroberten Silber im Wert von 14.000 Pfund, aber eine viel größere Summe – bis zu 3 Millionen Pfund – waren vor dem Kampf entladen und ins Landesinnere geschafft worden.

## Die Beute
Offiziell erbeuteten die Engländer 1.500.000 Pfund Sterling aus den eroberten oder in flachem Wasser gesunkenen Schiffen.
Zusätzlich wird mit einer großen Menge unterschlagenen Geldes zu rechnen sein.
Im Jahr 1703 wurden eigens englische Gold- (5, 1, 1/2 Guineen) und Silbermünzen (Crown, Half Crown, Shilling, Sixpence) mit der Inschrift Vigo geprägt.
Schatzsucher glauben, dass ein Teil des Schatzes bis heute auf dem Grund der Bucht liegt. Diese Vorstellung floss in die Geschichte 20.000 Meilen unter dem Meer von Jules Verne ein, in der Kapitän Nemo seinen Reichtum von diesen Wracks bezieht.

## Beteiligte Flotten

### England und Niederlande
| Schiff                                                                | Kanonen   | Kommandant       | Verluste  | Verluste  | Verluste  | Anmerkungen                                     |
| Schiff                                                                | Kanonen   | Kommandant       | getötet   | verwundet | Insgesamt | Anmerkungen                                     |
| Engländer                                                             | Engländer | Engländer        | Engländer | Engländer | Engländer | Engländer                                       |
| --------------------------------------------------------------------- | --------- | ---------------- | --------- | --------- | --------- | ----------------------------------------------- |
| Cambridge                                                             | 80        |                  |           |           |           |                                                 |
| Ranelagh                                                              | 80        |                  |           |           |           |                                                 |
| Somerset                                                              | 80        |                  |           |           |           | Flaggschiff von Admiral George Rooke            |
| Torbay                                                                | 80        |                  |           |           |           | Flaggschiff von Vice-Admiral Thomas Hopsonn     |
| Bedford                                                               | 70        |                  |           |           |           |                                                 |
| Berwick                                                               | 70        |                  |           |           |           |                                                 |
| Essex                                                                 | 70        |                  |           |           |           | Flaggschiff von Rear-Admiral Stafford Fairborne |
| Grafton                                                               | 70        |                  |           |           |           |                                                 |
| Kent                                                                  | 70        |                  |           |           |           |                                                 |
| Monmouth                                                              | 70        |                  |           |           |           |                                                 |
| Orford                                                                | 70        |                  |           |           |           |                                                 |
| Northumberland                                                        | 70        |                  |           |           |           | Flaggschiff von Rear-Admiral John Graydon       |
| Swiftsure                                                             | 70        |                  |           |           |           |                                                 |
| Mary                                                                  | 60        |                  |           |           |           |                                                 |
| Pembroke                                                              | 60        |                  |           |           |           |                                                 |
| Niederländer                                                          |           |                  |           |           |           |                                                 |
| Unie                                                                  | 94        |                  |           |           |           | Flaggschiff von Jan Gerard Wassenaer            |
| Zeven Provinciën                                                      | 92        |                  |           |           |           | Flaggschiff von Philips van der Goes            |
| Reygersbergen                                                         | 74        |                  |           |           |           |                                                 |
| Dordrecht                                                             | 72        |                  |           |           |           |                                                 |
| Holland                                                               | 72        |                  |           |           |           | Flaggschiff von Gerard Callenburgh              |
| Katwijk                                                               | 72        |                  |           |           |           |                                                 |
| Slot Muyden                                                           | 72        |                  |           |           |           |                                                 |
| Wapen van Alkmaar                                                     | 72        |                  |           |           |           | Flaggschiff von Anthonij Pieterson              |
| Gouda                                                                 | 64        |                  |           |           |           |                                                 |
| Veluwe                                                                | 64        |                  |           |           |           |                                                 |
| Nicht in der Schlachtlinie (Zur Beschießung von Festungen disloziert) |           |                  |           |           |           |                                                 |
| Association                                                           | 90        | William Bokenham |           |           |           |                                                 |
| Barfleur                                                              | 90        | Francis Wyvll    |           |           |           |                                                 |
| weitere zehn englische bzw . niederländische Brander                  |           |                  |           |           |           |                                                 |

### Frankreich und Spanien
| Schiff | Kanonen                              | Kommandant                           | Verluste                             | Verluste                             | Verluste                             | Anmerkungen                          |
| Schiff | Kanonen                              | Kommandant                           | getötet                              | verwundet                            | Insgesamt                            | Anmerkungen                          |
| Flotte des Marquis de Châteaurenault                                                                         | Flotte des Marquis de Châteaurenault | Flotte des Marquis de Châteaurenault | Flotte des Marquis de Châteaurenault | Flotte des Marquis de Châteaurenault | Flotte des Marquis de Châteaurenault | Flotte des Marquis de Châteaurenault |
| --- | ------------------------------------ | ------------------------------------ | ------------------------------------ | ------------------------------------ | ------------------------------------ | ------------------------------------ |
| Prompt | 76                                   |                                      |                                      |                                      |                                      | gekapert                             |
| Ferme | 72                                   | Félix de Beaussier                   |                                      |                                      |                                      | verbrannt                            |
| Espérance | 70                                   | Antoine de la Haye du Coudray        |                                      |                                      |                                      | gekapert                             |
| Fort | 70                                   |                                      |                                      |                                      |                                      | gekapert                             |
| Superbe | 70                                   |                                      |                                      |                                      |                                      | gekapert                             |
| Bourbon | 68                                   | Rolland Barrin                       |                                      |                                      |                                      | verbrannt                            |
| Assuré | 66                                   | Philippe-César d’Aligre de Saint-Lié |                                      |                                      |                                      | verbrannt                            |
| Oriflamme | 64                                   | Edme-Elie Certaines de Fricambault   |                                      |                                      |                                      | gekapert                             |
| Prudent | 62                                   |                                      |                                      |                                      |                                      | gekapert                             |
| Sirène | 60                                   |                                      |                                      |                                      |                                      | gekapert                             |
| Modéré | 56                                   |                                      |                                      |                                      |                                      | verbrannt                            |
| Solide | 56                                   | Gilles des Nos de Champmeslin        |                                      |                                      |                                      | gekapert                             |
| Dauphin | 46                                   |                                      |                                      |                                      |                                      | gekapert                             |
| Volontaire                                                                                                   | 46                                   |                                      |                                      |                                      |                                      | gekapert                             |
| Triton | 42                                   | Claude Élisée de Court de La Bruyère |                                      |                                      |                                      | verbrannt                            |
| Entreprenant                                                                                                 | 22                                   |                                      |                                      |                                      |                                      |                                      |
| Choquante | 18                                   |                                      |                                      |                                      |                                      |                                      |
| Geschwader von Manuel de Velasco y Tejada                                                                    |                                      |                                      |                                      |                                      |                                      |                                      |
| Jesús María y José                                                                                           | 36                                   |                                      |                                      |                                      |                                      | verbrannt                            |
| Santísima Trinidad y Nuestra Señora del Rosario                                                              | 36                                   |                                      |                                      |                                      |                                      | verbrannt                            |
| San Juan Bautista                                                                                            | 48                                   |                                      |                                      |                                      |                                      | verbrannt                            |
| weitere 3 kleinere französische Kriegsschiffe, 14 bewaffnete spanische Handelsschiffe und 2 spanische Avisos |                                      |                                      |                                      |                                      |                                      |                                      |